# The Reflex
The Reflex, singel av Duran Duran, utgiven 16 april 1984. Det var den tredje singeln från albumet Seven and the Ragged Tiger och nådde förstaplatsen på både den engelska och amerikanska singellistan samt i flera andra länder. Singelversionen är ommixad av Nile Rodgers.

## Låtlista
7" Singel
1. "The Reflex"  – 4:20
2. "Make Me Smile (Come Up and See Me)" (live)  – 4:54

12" Singel
1. "The Reflex (Dance Mix)"  – 6:35
2. "The Reflex" (7" version)  – 4:20
3. "Make Me Smile (Come Up and See Me)" (live)  – 4:54

7" Singel (U.S.)
1. "The Reflex (Dance Mix)" (edit)  – 4:25
2. "New Religion (Live in L.A.)"  – 4:52

CD-singel (inkluderad i Singles Box Set 1981-1985)
1. "The Reflex"  – 4:20
2. "Make Me Smile (Come Up and See Me)" (live)  – 4:54
3. "The Reflex (Dance Mix)"  – 6:35

## Listplaceringar
| Lista (1984-1985) | Topplacering |
| ----------------- | ------------ |
| Frankrike         | 10           |
| Nederländerna     | 1            |
| Nya Zeeland       | 6            |
| Schweiz           | 10           |
| Storbritannien    | 14           |
| Österrike         | 11           |

### Fotnoter
1. ↑  ”Listplacering”. http://lescharts.com/showitem.asp?interpret=Duran+Duran&titel=The+Reflex&cat=s. Läst 17 september 2011.
2. ↑  ”Listplacering”. http://dutchcharts.nl/showitem.asp?interpret=Duran+Duran&titel=The+Reflex&cat=s. Läst 17 september 2011.
3. ↑  ”Listplacering”. Arkiverad från originalet den 10 november 2012. https://web.archive.org/web/20121110163528/http://charts.org.nz/showitem.asp?interpret=Duran+Duran&titel=The+Reflex&cat=s. Läst 17 september 2011.
4. ↑  ”Listplacering”. http://hitparade.ch/showitem.asp?interpret=Duran+Duran&titel=The+Reflex&cat=s. Läst 17 september 2011.
5. ↑  ”Listplacering”. Arkiverad från originalet den 25 maj 2012. https://archive.is/20120525170106/http://www.chartstats.com/release.php?release=11352. Läst 17 september 2011.
6. ↑  ”Listplacering”. http://austriancharts.at/showitem.asp?interpret=Duran+Duran&titel=The+Reflex&cat=s. Läst 17 september 2011.